# 万博マスコット

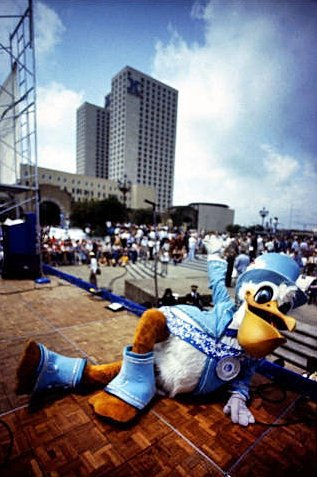
「シーモア・D・フェア（Seymore D. Fair）」。国際博覧会史上初の公式マスコットである。

万博マスコット（ばんぱくマスコット）、（または万国博覧会マスコット、国際博覧会マスコット）は、博覧会国際事務局（BIE）が承認した国際博覧会で使用されたマスコットで、1984年のニューオーリンズ国際河川博覧会の「シーモア・D・フェア（Seymore D. Fair)」が史上初の公式マスコットであり、その後も多様なキャラクターが続いて採用されている。

## 一覧

### 国際博覧会のマスコット一覧
| 開催年 | 博覧会                         | マスコット               | 特徴・詳細 | デザイナー                                                                                                 | 写真 |
| ------ | ------------------------------ | ------------------------ | --- | --- | ---- |
| 1984   | ニューオーリンズ国際河川博覧会 | シーモア・D・フェア      | 7フィート6インチ（約228.6センチメートル）の水色のシルクハットと水色の紳士服を着た、魔法のような気まぐれな性格のアメリカシロペリカンの男性。国際博覧会史上初の公式マスコットである。また、名前の由来は、英語で「博覧会をもっと見る（See More of the Fair）」が南部アメリカ英語のニューオーリンズ方言が訛って「シーモア・ド・フェア（Seymore D’ Fair）」になった。また、公式愛称は「シーモア（Seymore）」である。テーマである「川の世界、水は命の源」を強調し、子供たちへのアピール手段とみなされた。 | ロバート・ホイットニー（レークプラシッドオリンピック、ニューオーリンズ国際河川博覧会のアートディレクター） |      |
| 1985   | 国際科学技術博覧会（つくば）   | コスモ星丸               | UFOをモチーフにしてつくられた。現在はつくばエキスポセンターのマスコットとなっている。 | 公募作品に和田誠が仕上げを施した。                                                                         |      |
| 1986   | バンクーバー国際交通博覧会     | エキスポアーニー         | 宇宙飛行士型ロボット。胴体の正面側にはバンクーバー国際交通博覧会のロゴが描かれており、胴体の背面側にはブリティッシュコロンビア州旗または、カナダ国旗が描かれている。 | |      |
| 1988   | ブリスベン国際レジャー博覧会   | エキスポオズ             | イーグルサムのデザイナーであるC・ロバート・ムーアにより制作された、カモノハシである。様々な服装が存在していた。 | C・ロバート・ムーア（ウォルト・ディズニー・カンパニー）                                                    |      |
| 1992   | セビリア万国博覧会             | クーロ                   | 虹の5色の意味は五大陸。虹色の鶏冠と虹色のクチバシの白い鳥で、象のような足がある。また、名前の由来は、アンダルシア方言のフランシスコの愛称である「クーロ（curro）」である。1990年2月16日にクーロはコビーは共に共演した。また、2008年にサラゴサ万博でクーロはフルービーとコビーは共に共演した。また、2017年にセビリア万国博覧会25周年にて限定復活した。 | ハインツ・エデルマン                                                                                       |      |
| 1992   | ジェノヴァ国際船と海の博覧会   | ガット・クリストーフォロ | ネコ。名前の由来は、イタリア語でネコの意味である「ガット（gatto）」とイタリア人探検家のクリストーフォロ・コロンボ（クリストファー・コロンブス）にちなんで名付けられた。 | |      |
| 1993   | 大田国際博覧会（テジョン）     | クムドリ                 | 頭には青い星が付いており、キノコのような外見した、黄色い宇宙人の男の子。本来は腕と手はないが、広報アニメの作中では空中に浮かぶ手が登場した。また、1992年にMBCで放送された（なお日本では放送は未放送）テレビアニメ版クムドリの作中ではクムドリが体を筋肉化に変身する、この時に腕も発達する。現在は大田(テジョン)市のマスコットとなっている。また、正体はアルビレオにある架空の惑星のカムピラコ星のカムピラコ王国の王子である。また、名前の由来は、夢（꿈）と男の子（돌이）。                         | キム・ヒョン                                                                                               |      |
| 1998   | リスボン国際博覧会             | ジル                     | 波をモチーフした水色のマスコット。名前の由来は、ポルトガル人航海士のジル・エアネスにちなんで名付けられた。 | アントニオ・モデスト（ポルトガルの画家）、アルトゥール・モレイラ（ポルトガルの彫刻家）                     |      |
| 2000   | ハノーヴァー万国博覧会         | トゥイプシー             | 見た目は抽象的な見た目、左右非対称であり、頭の後ろには延長部、右腕が大きく、左足がヒールのような足。様々なカラーバリエーション存在する。 | ハビエル・マリスカル                                                                                       |      |
| 2005   | 2005年日本国際博覧会           | モリゾー                 | | アランジアロンゾ                                                                                           |      |
| 2005   | 2005年日本国際博覧会           | キッコロ                 | | アランジアロンゾ                                                                                           |      |
| 2008   | サラゴサ国際博覧会             | フルービー               | | セルジ・ロペス                                                                                             |      |
| 2010   | 上海国際博覧会                 | 海宝（ハイバオ）         | 篆書体の人をモチーフした、青い海をイメージした水色のマスコット。 | 巫永堅 |      |
| 2012   | 麗水国際博覧会（ヨス）         | ヨニ                     | プランクトンをモチーフにして、美しい海と無限の資源をイメージした青色のマスコット。また、名前の由来は、開催地である麗水(ヨス)市のヨ。 | |      |
| 2012   | 麗水国際博覧会（ヨス）         | スニ                     | プランクトンをモチーフにした、赤色のマスコット。また、名前の由来は、開催地である麗水(ヨス)市のス。 | |      |
| 2015   | ミラノ国際博覧会               | フーディ                 | 11体の野菜や果物が集まったマスコット。 | ウォルト・ディズニー・カンパニー                                                                           |      |
| 2017   | アスタナ国際博覧会             | ソール                   | 太陽をイメージして作られたマスコット。女の子。 | |      |
| 2017   | アスタナ国際博覧会             | クワット                 | 緑をイメージして作られたマスコット。男の子。 | |      |
| 2017   | アスタナ国際博覧会             | モルディア               | 水をイメージして作られたマスコット。女の子。 | |      |
| 2020   | ドバイ国際博覧会               | ラシッド                 | アラブ首長国連邦の兄妹の兄。環境を愛する、好奇心旺盛な9歳の男の子（人間）である。 | |      |
| 2020   | ドバイ国際博覧会               | ラティファ               | アラブ首長国連邦の兄妹の妹で、挑戦が好きなテクノロジー愛好家。8歳の女の子（人間）である。 | |      |
| 2020   | ドバイ国際博覧会               | アリフ                   | 悪役のMr.スクラップからドバイ国際博覧会を守っている。モビリティパビリオンのガーディアン。飛行することが可能な、青いロボットである。 | |      |
| 2020   | ドバイ国際博覧会               | オプティ                 | 悪役のMr.スクラップからドバイ国際博覧会を守っている。オポチュニティパビリオンのガーディアンである。車輪移動する、オレンジ色のロボットである。 | |      |
| 2020   | ドバイ国際博覧会               | テラ                     | 悪役のMr.スクラップからドバイ国際博覧会を守っている。サステナビリティパビリオンのガーディアンである。飛行することが可能な、 緑色のロボットである。 | |      |
| 2025   | 2025年日本国際博覧会           | ミャクミャク             | 正体不明の生物である。人懐っこいが、おちょこちょいな性格である。赤い部分は「細胞」で、分かれたり増えたりする。青い部分は「清い水」で、流れる様に、自由自在に形を変えることができる。 | 山下浩平                                                                                                   |      |
| 2027   | ベオグラード国際博覧会         | 未定                     | | |      |
| 2030   | リヤド国際博覧会               | 未定                     | | |      |

### 国際園芸博覧会のマスコット一覧
博覧会国際事務局（BIE）、国際園芸家協会（AIPH）が承認した国際園芸博覧会で使用されたマスコットの事である。
| 開催年 | 博覧会                     | マスコット                 | 特徴・詳細                                           | デザイナー | 写真 |
| ------ | -------------------------- | -------------------------- | ---------------------------------------------------- | ---------- | ---- |
| 1990   | 国際花と緑の博覧会（大阪） | 花ずきんちゃん             |                                                      | 公募       |      |
| 1999   | 昆明国際園芸博覧会         | 灵灵（リンリン）           | キンシコウである。                                   |            |      |
| 2006   | チェンマイ国際園芸博覧会   | ノンクーン                 | 開催国のタイの国花であるナンバンサイカチである。     |            |      |
| 2006   | チェンマイ国際園芸博覧会   | ノンクラップ               | バラである。                                         |            |      |
| 2006   | チェンマイ国際園芸博覧会   | ナリー                     | 蘭である。                                           |            |      |
| 2006   | チェンマイ国際園芸博覧会   | ブア                       | 蓮である。                                           |            |      |
| 2006   | チェンマイ国際園芸博覧会   | ガンヤオ                   | ドリアンである。                                     |            |      |
| 2006   | チェンマイ国際園芸博覧会   | マンクット                 | マンゴスチンである。                                 |            |      |
| 2006   | チェンマイ国際園芸博覧会   | チョン                     | 大根である。                                         |            |      |
| 2006   | チェンマイ国際園芸博覧会   | ファクブア                 | 少年の代わりに植物に水をあげている、じょうろである。 |            |      |
| 2006   | チェンマイ国際園芸博覧会   | タトゥン                   | かかしである。                                       |            |      |
| 2016   | アンタルヤ国際園芸博覧会   | エース                     | 金髪の女の子（人間）である。                         |            |      |
| 2016   | アンタルヤ国際園芸博覧会   | エフ                       | 黒髪の男の子（人間）である。                         |            |      |
| 2019   | 北京国際園芸博覧会         | 小萌芽（シャオ・モンヤ）   |                                                      |            |      |
| 2019   | 北京国際園芸博覧会         | 小萌花（シャオ・モンフア） |                                                      |            |      |
| 2023   | ドーハ国際園芸博覧会       | ナブジャ                   | 野心的に粘りが強い女の子（人間）である。             |            |      |
| 2023   | ドーハ国際園芸博覧会       | カナール                   | ナブジャの冒険好きな弟（人間）である。               |            |      |
| 2023   | ドーハ国際園芸博覧会       | シドラ                     | シドラの木である。                                   |            |      |
| 2023   | ドーハ国際園芸博覧会       | ラヒク                     | ミツバチである。                                     |            |      |
| 2027   | 横浜国際園芸博覧会         | 未定                       |                                                      |            |      |

### 国際博覧会の非公式マスコット一覧
博覧会国際事務局（BIE）が承認した国際博覧会で使用された非公式マスコット（キャラクター）または、承認してない国際博覧会で使用されたマスコットの事である。
| 開催年 | 博覧会                           | マスコット             | 特徴・詳細 | デザイナー                   | 写真 |
| ------ | -------------------------------- | ---------------------- | --- | ---------------------------- | ---- |
| 1964   | ニューヨーク万国博覧会           | ピーター               | 青い蝶ネクタイをした、赤髪の男の子（人間）。ニューヨーク万国博覧会の公式マスコットであるが、博覧会自体が博覧会国際事務局（BIE）には非公認の博覧会だった。                     |                              |      |
| 1964   | ニューヨーク万国博覧会           | ウェンディ             | 頭に青いリボンを付けている、ポニーテールの赤髪の女の子（人間）。ニューヨーク万国博覧会の公式マスコットであるが、博覧会自体が博覧会国際事務局（BIE）には非公認の博覧会だった。 |                              |      |
| 1975   | 沖縄国際海洋博覧会               | オキちゃん（イルタン） | イルカの男の子。会場で披露されたイルカショーに登場したイルカを擬人化したキャラクターである。                                                                                  | 平面画のデザイナーは亀倉雄策 |      |
| 1982   | ノックスビル国際エネルギー博覧会 | ボブキャット           | ノックスビル国際エネルギー博覧会のロゴが描かれたセーターを着た、ネコ。また、公式マスコットではなく公認キャラクターである。また、公式グッズの缶バッジが制作された。            |                              |      |
| 1982   | ノックスビル国際エネルギー博覧会 | テネシードッグ         | 中折れ帽と赤いベストを着た、イヌ。公式マスコットではなく公認キャラクターである。また、公式グッズの缶バッジが制作された。                                                      |                              |      |
| 1982   | ノックスビル国際エネルギー博覧会 | チャックルズ           | 中折れ帽と赤いベストを着た、クマ。公式マスコットではなく公認キャラクターである。また、公式グッズの缶バッジが制作された。                                                      |                              |      |
| 1982   | ノックスビル国際エネルギー博覧会 | ホップスコッチ         | 緑色のベストを着た、ウサギ。公式マスコットではなく公認キャラクターである。また、公式グッズの缶バッジが制作された。                                                            |                              |      |
| 1982   | ノックスビル国際エネルギー博覧会 | ルフ                   | 黄色いプロペラ付き赤い帽子を被った、アライグマの男の子。公式マスコットではなく公認キャラクターである。また、公式グッズの缶バッジが制作された。                                |                              |      |
| 1982   | ノックスビル国際エネルギー博覧会 | プフ                   | 頭には白い花の飾りを付けいる。アライグマの女の子。公式マスコットではなく公認キャラクターである。また、公式グッズの缶バッジが制作された。                                      |                              |      |

### 解説
1. 1 2 3  Mr.スクラップ（ミスター・スクラップ）は、頭はハゲており、メガネをしている男性（人間）。排気ガスを吐き出す機械でかつて称賛されたMr.スクラップは、世界中が持続可能性に移行する中につれて怒りに燃えていた。 ドバイ国際博覧会を含む、持続可能性のシンボルを全てを破壊すると誓っている。

### 詳細
1. ↑  
  - 普段着

片手に水色の傘、羽付きの水色の大きめなシルクハット、水色のタキシード、白いワイシャツ、青い蝶ネクタイ、青いたすき、ニューオーリンズ国際河川博覧会のロゴが描かれたロゼット、水色のスパッツ、白い手袋を普段着としている。
2. ↑  
  - 普段着

黄色いスローチハットには左側のツバにブリスベン国際レジャー博覧会の国際用ロゴが描かれており、黄色いサファリジャケットを普段着としている。
  - 正装

緑色のシルクハット、緑色のタキシード、白いウェストコート、黄色いワイシャツ、黄色い蝶ネクタイ、黄色いズボンを正装としている。
  - 水着

緑色と黄色の水泳帽、緑色と黄色の斜線柄のビキニブリーフを水着としている。
  - 水上スキーにおいての服装

水上スキーにおいては、黄色いスローチハットには左側のツバにブリスベン国際レジャー博覧会の国際用ロゴが描かれており、黄色いタンクトップ、白色と緑色の縞模様のズボンを着ている。